# Stipa korshinskyi
Stipa korshinskyi är en gräsart som beskrevs av Roman Julievich Roshevitz. Stipa korshinskyi ingår i släktet fjädergrässläktet, och familjen gräs. Inga underarter finns listade i Catalogue of Life.